# Майн-Шпессарт
Майн-Шпессарт (нем. Main-Spessart) — район в Германии. Центр района — город Карлштадт. Район входит в землю Бавария. Подчинён административному округу Нижняя Франкония. Занимает площадь 1321,41 км². Население — 131 545 чел, плотность населения — 100 чел/км².
Официальный код района — 09 6 77.

## Административно-территориальное устройство

Муниципалитеты района Майн-Шпессарт (Бавария)

Район подразделяется на 40 общин.

### Городскиеобщины
1. Арнштайн (8345)
2. Гемюнден-ам-Майн (11 325)
3. Карлштадт (15 170)
4. Лор-ам-Майн (16 080)
5. Марктхайденфельд (11 091)
6. Ринекк (2113)
7. Ротенфельс (1016)

### Ярмарочные общины
1. Бургзинн (2672)
2. Карбах (1403)
3. Кройцвертхайм (3883)
4. Оберзин (1063)
5. Тюнген (1319)
6. Трифенштайн (4363)
7. Фраммерсбах (4787)
8. Целлинген (6485)

### Сельские общины
1. Аура-им-Зиннгрунд (1073)
2. Биркенфельд (2160)
3. Бишбрунн (1866)
4. Висталь (1450)
5. Гёссенхайм (1300)
6. Грефендорф (1458)
7. Карсбах (1828)
8. Миттельзинн (907)
9. Нойендорф (882)
10. Нойхюттен (1258)
11. Нойштадт-ам-Майн (1349)
12. Ойсенхайм (3329)
13. Партенштайн (2853)
14. Рехтенбах (1049)
15. Рецштадт (1667)
16. Роден (1052)
17. Урспринген (1313)
18. Феллен (965)
19. Хаслох (1418)
20. Хафенлор (1833)
21. Химмельштадт (1774)
22. Шолльбрунн (926)
23. Штайнфельд (2296)
24. Эрленбах-бай-Марктхайденфельд (2388)
25. Эссельбах (2036)

### Объединения общин
1. Административное сообщество Бургзинн
2. Административное сообщество Гемюнден-ам-Майн
3. Административное сообщество Кройцвертайм
4. Административное сообщество Лор-ам-Майн
5. Административное сообщество Марктайденфельд
6. Административное сообщество Партенштайн
7. Административное сообщество Целлинген

### Межобщинные территории— 167,33км² (нем.Gemeindefreie Gebiete)
1. Бургйос[нем.] — 23,13 км²
2. Форст-Аура[нем.] — 23,42 км²
3. Форст-Лорерштрасе[нем.] — 21,35 км²
4. Фраммерсбахер-Форст[нем.] — 16,81 км²
5. Фюрстлих-Лёвенштайншер-Парк[нем.] — 30,67 км²
6. Хаурайн[нем.] — 3,14 км²
7. Хернвальд[нем.] — 2,99 км²
8. Лангенпроцельтенер-Форст[нем.] — 8,66 км²
9. Партенштайнер-Форст[нем.] — 19,36 км²
10. Руппертсхюттенер-Форст[нем.] — 17,82 км²

## Население
По оценке на 31 декабря 2015 года население района Майн-Шпессарт составляет 126 123 чел. 

| Дата      | 1840  | 1871  | 1900  | 1925  | 1939  | 1950   | 1961   | 1970   | 1987   | 2011   |
| --------- | ----- | ----- | ----- | ----- | ----- | ------ | ------ | ------ | ------ | ------ |
| Население | 71960 | 75163 | 75421 | 81933 | 85056 | 115881 | 114025 | 121028 | 122047 | 127508 |

| Год       | 1960   | 1970   | 1980   | 1990   | 2000   | 2009   | 2010   | 2011   | 2012   | 2013   | 2014   | 2015   |
| --------- | ------ | ------ | ------ | ------ | ------ | ------ | ------ | ------ | ------ | ------ | ------ | ------ |
| Население | 113275 | 121329 | 120079 | 126754 | 132012 | 128637 | 127761 | 127154 | 126496 | 126295 | 125915 | 126123 |

## Внешние ссылки
- Официальная страница (нем.)